# شوكان (الطيال)

تعديل مصدري - تعديل

شوكان هي إحدى قرى عزلة جبل اللوز بمديرية الطيال التابعة لمحافظة صنعاء، بلغ تعداد سكانها 732 نسمة حسب تعداد اليمن لعام 2004.